# 12 Rounds
12 Rounds é um filme estadunidense de 2009, do gênero ação, dirigido por Renny Harlin para a WWE Studios. O elenco é liderado pelo lutador profissional John Cena, ao lado de Steve Harris, Gonzalo Menendez, Aidan Gillen, Brian J. branco, Ashley Scott, e Taylor Cole. O filme foi lançado em 27 de março de 2009 nos cinemas dos Estados Unidos.

## Sinopse
Quando o detetive policial de Nova Orleans, Danny Fisher (John Cena) impede um brilhante ladrão de fugir com um roubo multi-milionário, a namorada do ladrão é acidentalmente morta. Depois de escapar da prisão, o gênio criminoso decreta sua vingança, provocando Danny com 12 rounds de charadas e tarefas quase impossíveis, que ele precisa de qualquer jeito completar, para salvar a vida da mulher que ama.[carece de fontes?]

## Elenco
- John Cena é Detetive Danny Fisher
- Ashley Scott é Molly Porter
- Aidan Gillen é Miles Jackson
- Brian J. White é Det. Hank Carver
- Taylor Cole é Erica Kessen
- Vincent Flood é Det. Chuck Jansen

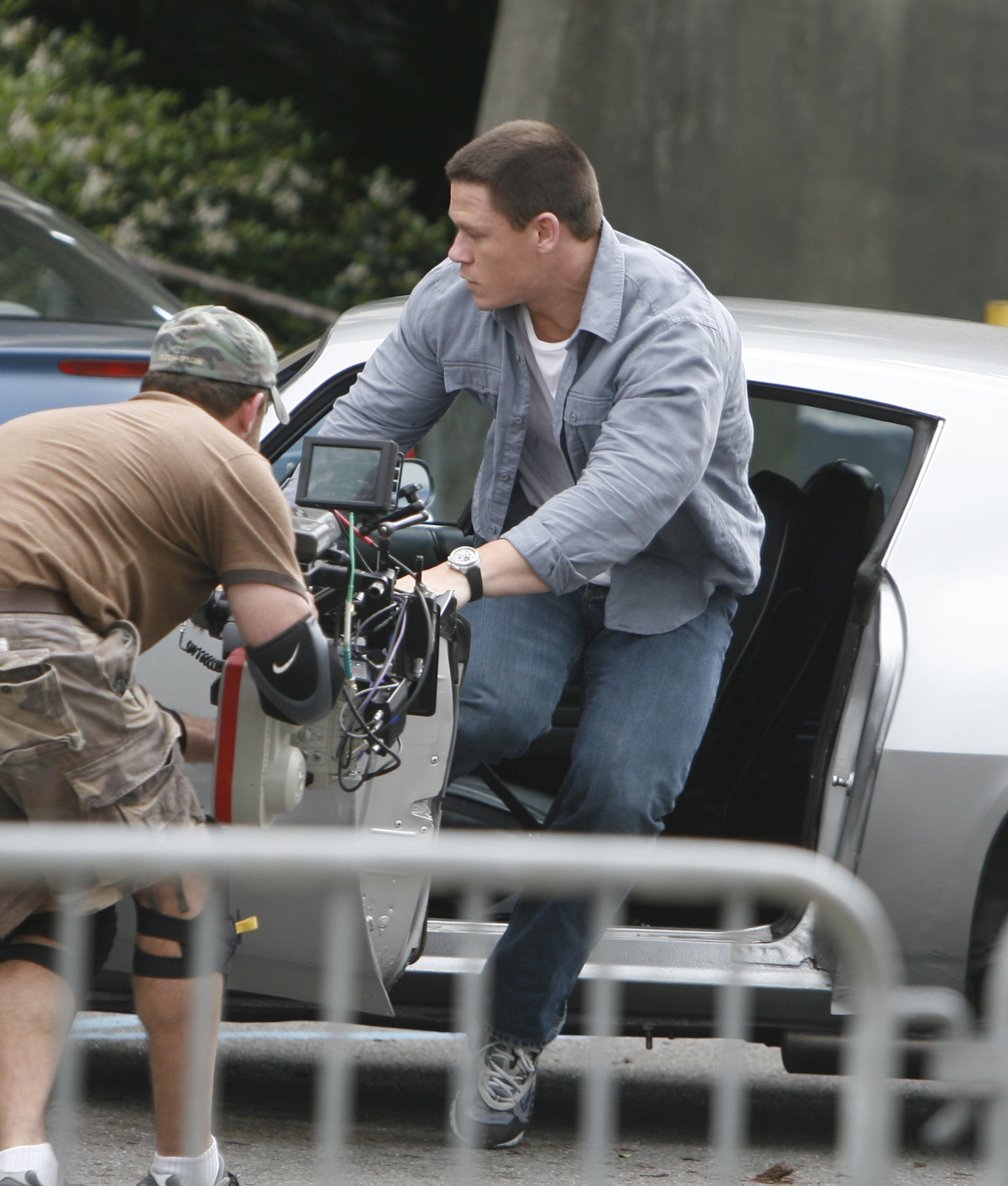
John Cena em ação no set de 12 Rounds.

- Steve Harris é Agente especial George Aiken
- Gonzalo Menendez é Special Agent Ray Santiago
- Travis Davis é Anthony Deluso

## Trilha sonora
- "Feel You" – Crumbland
- "Ready to Fall" – Rise Against
- "12 Rounds Suite" – Trevor Rabin[carece de fontes?]

## Recepção da crítica
No agregador de críticas dos Estados Unidos, o Rotten Tomatoes, na pontuação onde a equipe do site categoriza as opiniões da  grande mídia e da mídia independente apenas como positivas ou negativas, o filme tem um índice de aprovação de 31% calculado com base em 71 comentários dos críticos. Por comparação, com as mesmas opiniões sendo calculadas usando uma média aritmética ponderada, a nota alcançada é 4,5/10 que é seguida do consenso dizendo que é "enérgico, mas vazio, o enredo absurdo (...) avança em ritmo acelerado, mas não consegue disfarçar o roteiro derivado."
Em outro agregador de críticas também dos Estados Unidos, o Metacritic, que calcula as notas das opiniões usando somente uma média aritmética ponderada de determinados veículos de comunicação em maior parte da grande mídia, tem uma pontuação de 38/100, alcançada com base em 13 avaliações da imprensa anexadas no site, com a indicação de "revisões geralmente desfavoráveis".